# Abdelkarim (Kabarettist)

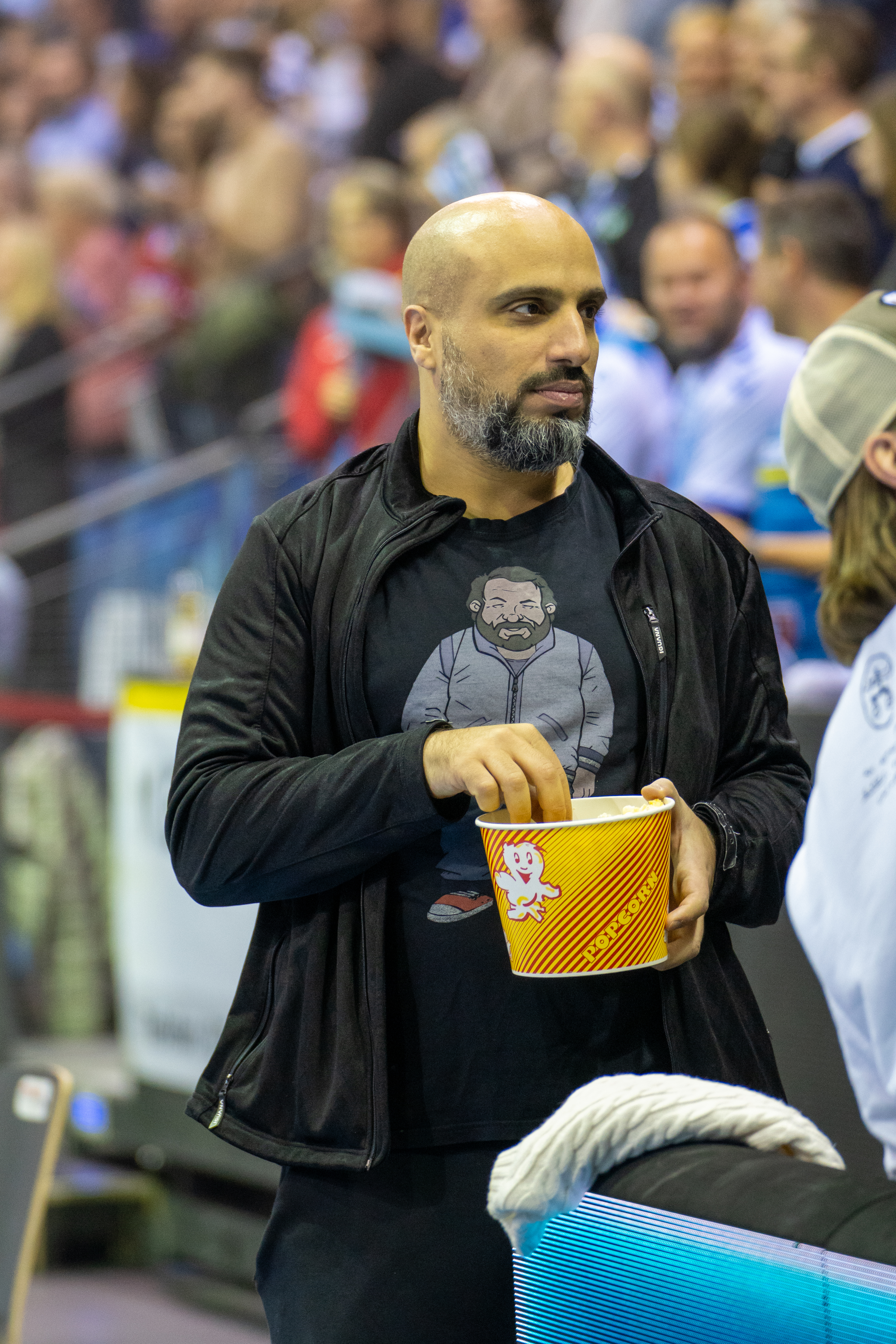
Abdelkarim (2023)

Abdelkarim (* 6. Oktober 1981 in Bielefeld, bürgerlich Abdelkarim Zemhoute) ist ein deutsch-marokkanischer Komiker, Kabarettist und Fernsehmoderator. Er lebt in Duisburg.

## Leben
Abdelkarim wurde als Sohn marokkanischer Einwanderer geboren. Nach dem Abitur studierte er erst ein Jahr lang Germanistik und Islamwissenschaft und wechselte danach zu Jura. Er brach das Studium jedoch ab, um sich auf seine Comedykarriere zu konzentrieren. Seinen ersten Auftritt hatte er 2007 im Kölner Wohnzimmertheater. Abdelkarims Programm umfasst u. a. seine Erfahrung mit der Jugendkultur, der Hauptschule und dem Leben als marokkanischer Migrant, der in Bielefeld geboren und aufgewachsen ist. Dazu gehört u. a. die Rapszene. Laut eigener Aussage basiert sein Programm Zwischen Ghetto und Germanen auf eigenen Erlebnissen, die er humoristisch aufbereitet.
Mit seinem ersten Soloprogramm Zwischen Ghetto und Germanen, das im Januar 2014 auch als CD erschien, war er bis Ende 2016 auf Deutschland-Tournee.  Sein Nachfolgeprogramm, mit dem er ab Januar 2017 auf Deutschland-Tournee war, hatte den Titel Staatsfreund Nr. 1.
Auf dem Rückweg von einem Dreh auf einer sogenannten „Hygienedemo“ gegen die Beschränkungen während der COVID-19-Pandemie in Deutschland am 1. Mai 2020 in Berlin wurde Abdelkarims Kamerateam der heute-show von ca. 15 bis 20 Personen in der Rochstraße in Berlin-Mitte angegriffen. Während er selbst unverletzt blieb, wurden vier Teammitglieder verletzt ins Krankenhaus gebracht und ein weiteres leicht verletzt. Sechs Tatverdächtige wurden festgenommen, darunter „polizeilich auffällige“ Personen, die laut Berliner Polizei dem linken Spektrum zuzuordnen sind. Die Abteilung Polizeilicher Staatsschutz des Landeskriminalamtes Berlin übernahm die Ermittlungen. Das Amtsgericht Tiergarten verurteilte vier Angeklagte im Januar 2024 zu einer Bewährungsstrafe von zwei Jahren wegen gefährlicher Körperverletzung und Zahlung von Schadenersatz. In ihrem Geständnis gaben die Täter an, dass es sich um eine Verwechslung handelte, sie gingen davon aus, dass es sich bei den Opfern um Personen aus dem rechten Spektrum handelte und nicht um Pressevertreter.
Seit dem 21. Januar 2021 betreibt Abdelkarim mit Autor Lutz Birkner den wöchentlichen Podcast nich.nich.nich., der u. a. auf Spotify, Apple Music und Podigee abgerufen werden kann. Zum Start der Saison 2021/22 übernahm er die Moderation der Fußball-Comedy-Show Tippitaka auf DAZN.
Am 15. November 2021 startete seine neue Sendung Team Abdel im WDR Fernsehen. Zudem wirkte er beim 38. Deutschen Evangelischen Kirchentag 2023 in Nürnberg mit. In der 16. Staffel von Let’s Dance belegte mit seiner Profi-Tanzpartnerin Kathrin Menzinger den 13. Platz.
2023/24 geht Abdelkarim mit seinem Programm Wir beruhigen uns auf Tournee. Er bezeichnet sich selbst als „Deutscher mit Abschiebeoptik“.
Am 21. Dezember 2024 führte Gregor Gysi mit ihm ein Interview im Format Missverstehen Sie mich richtig!, welches bei YouTube veröffentlicht wurde.

## Auszeichnungen

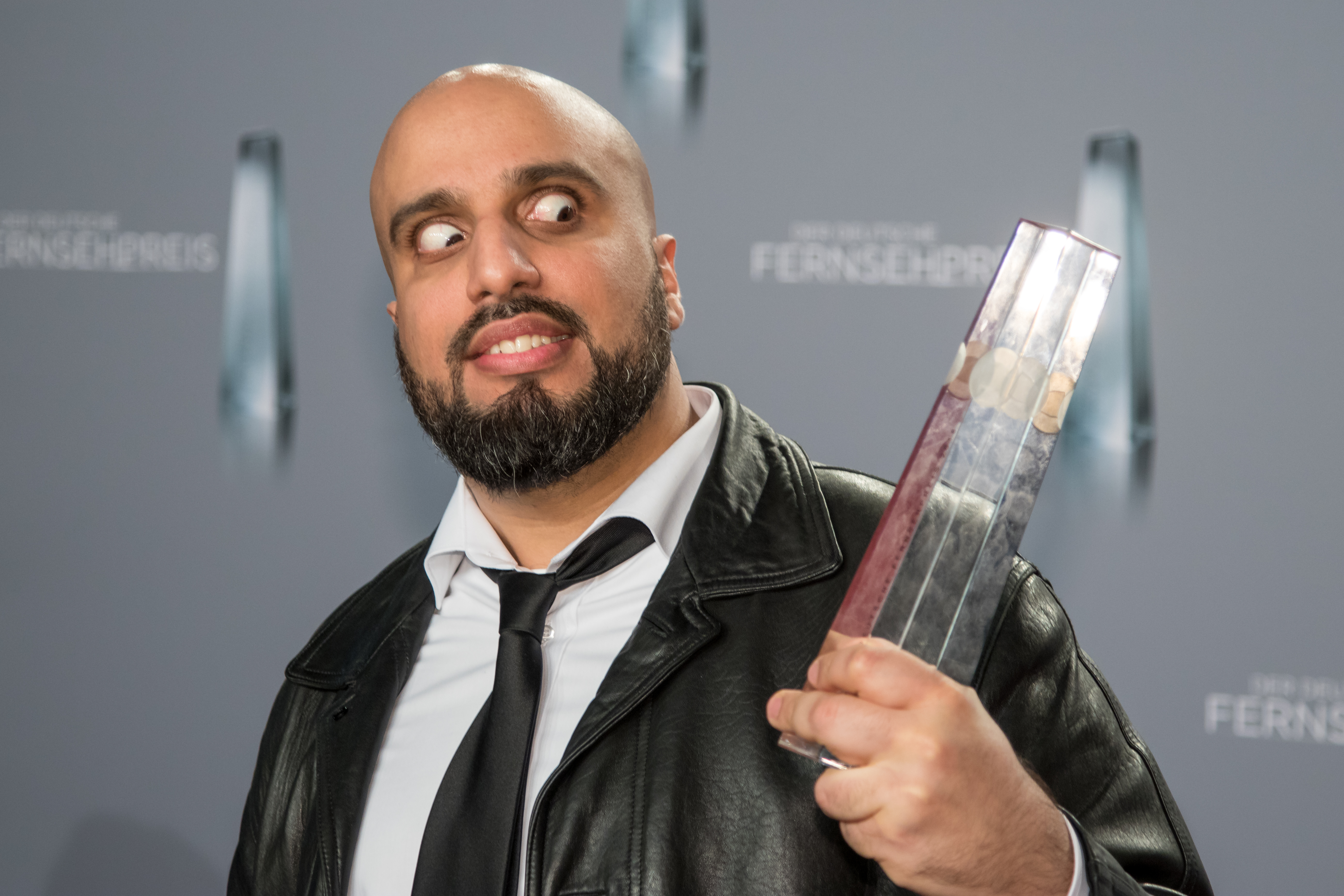
Abdelkarim beim Deutschen Fernsehpreis 2018

- 2010: Gewinner des NDR Comedy Contests (Jahresfinale)
- 2011: Bielefelder Kabarettpreis 3. Platz
- 2011: Gewinner des Jurypreises Das große Kleinkunstfestival der Wühlmäuse[1]
- 2012: Hölzerner Stuttgarter Besen
- 2015: Bayerischer Kabarettpreis in der Sparte Senkrechtstarter
- 2018: Deutscher Fernsehpreis in der Kategorie Beste Information
- 2018: Preis der Helga und Edzard Reuter-Stiftung[16]
- 2020: Goldene Kamera in der Kategorie Best Newcomer[17]
- 2022: Recklinghäuser Hurz, Heimat-Hurz[18]

## Programme
- 2014: Zwischen Ghetto und Germanen, CD, WortArt
- 2018: Staatsfreund Nr. 1, CD, WortArt
- 2021: Wir beruhigen uns
- 2024: Plan Z. Jetzt will er's wissen!

## TV-Auftritte
- seit 2009: Nightwash, einsfestival/one
- ab 2008: Fun(k)haus, WDR
- 2010, 2011: Fun Club, RTL II
- 2010: Cindy aus Marzahn & die jungen Wilden, RTL
- 2010, 2011: Willkommen bei Mario Barth, RTL
- 2010: Atze Schröder: Ich kann 24 Stunden, Internet-Live-Sendung
- 2011: Baustelle Deutschland, WDR
- 2011: Intensiv-Station, NDR
- 2011: Fun Club Special, RTL II[1]
- 2011, 2012: Das große Kleinkunstfestival, RBB
- 2012: Stuttgarter Besen, SWR
- 2012: Spätschicht – Die Comedy Bühne, SWR
- 2012: Zeltfestival, 3sat
- 2013, 2014: StandUpMigranten – Comedy mit allem und scharf, EinsPlus
- seit 2014: Die Anstalt, ZDF
- 2015: Alfons und Gäste, ARD
- 2015: Jetzt ist aber Schluss! Der 3sat-Jahresrückblick, 3sat
- 2016: schlachthof, BR
- 2016: Die ultimative Chartshow, RTL
- 2016: Humorzone – Die Gala, MDR
- seit 2016: heute-show, ZDF
- 2016: PussyTerror TV, WDR
- 2016: Studio Amani, Pro7
- 2016: Luke! Das Jahr und ich, Sat.1
- 2018: schlachthof, BR
- 2018: Nuhr im Ersten, ARD
- 2019: Luke! Die Schule und ich, Sat.1
- 2019: Gefragt – Gejagt, ARD
- 2019: Wer weiß denn sowas?, ARD
- 2020: Luke! Die Greatnightshow, Sat.1
- 2020: Berlin, Berlin – Der Film (Spielfilm)
- 2022: LOL: Last One Laughing, Prime Video
- 2022: ZDF Comedy Sommer, Moderator der Folge 4
- 2022: Till Reiners’ Happy Hour, 3sat[19]
- 2023: Let’s Dance, RTL
- 2023: ZDF Comedy Sommer, Moderator der Folge 5